# Maurice Risch
Pour les articles homonymes, voir Risch (homonymie).
Maurice Risch est un acteur, comédien et metteur en scène français né le 25 janvier 1943 à Paris.
Notoirement connu pour tenir des seconds rôles le plus souvent dans des comédies, l'acteur incarne cependant d'autres types de rôles, pour des réalisateurs français de renom, tels que Maurice Pialat, François Truffaut ou Bertrand Blier.

## Biographie
Maurice Risch suit les cours du Conservatoire national d'art dramatique avant d'être récompensé en 1966 à sa sortie, par un premier prix moderne et un second prix classique.
Son physique le favorise pour les emplois du théâtre de boulevard. Il est repéré par Louis de Funès, lequel le fait débuter au cinéma avec Le Grand Restaurant en 1966 puis, l'année suivante avec Les Grandes Vacances dans le rôle de Michonnet. 
En 1978, il rejoint la brigade des gendarmes de Saint-Tropez, pour les deux derniers épisodes de la saga. 
Durant les années 1970 et 1980, il tourne pour Pascal Thomas, Yves Robert, Gérard Oury, Claude Confortès et commet aussi quelques « nanars » tels que Le Führer en folie (1972) ou Mon curé chez les Thaïlandaises (1983). 
Habitué aux seconds rôles, il tient cependant un rôle-titre dans la comédie burlesque et décalée, le Gros Dégueulasse (1985), adaptée de la bande dessinée créée par Jean-Marc Reiser. 
Durant la décennie 1970, pour certains, Maurice Risch ressemble à l'acteur Jacques Villeret. Certains critiques comparent le premier au second, sans réelle nuance. En 1978, les deux acteurs interprètent des frères, dans le film Les Naufragés de l'île de la Tortue, ce qui leur permet de devenir amis.
Risch apparaît dans des films moins légers comme Nous ne vieillirons pas ensemble (1972) de Maurice Pialat, Le Dernier Métro (1980) de François Truffaut ou Beau-père (1981) de Bertrand Blier. Pour tourner dans ce film aux côtés de Patrick Dewaere dans lequel il joue l'un de ses amis, il refuse celui de l'extraterrestre, de La Soupe aux choux, film réalisé par Jean Girault (finalement interprété par Jacques Villeret), aux côtés de Louis de Funès. Il préfère explorer d'autres registres et passer de la comédie pure à la comédie dramatique, souhaitant démontrer ainsi, une autre facette de son métier.
Au milieu des années 1980, période durant laquelle les films à petits budgets sont plus délicats à produire, et en raison du manque de rôles adaptés à son profil, Maurice Risch est de moins en moins en présent sur le grand écran. Pour autant, il poursuit sa carrière au théâtre, s'investissant également dans la mise en scène. On le retrouve toutefois au cinéma dans plusieurs longs-métrages entre 1994 et le milieu des années 2000, dont notamment trois films du réalisateur Pascal Thomas. Sans interruption il continue pendant cette période, à tourner dans de nombreuses œuvres de télévision.

## Théâtre

### Comédien
- 1965 : La Dame de chez Maxim de Georges Feydeau, mise en scène Jacques Charon, théâtre du Palais-Royal
- 1968 : La Bonne Adresse de Marc Camoletti, mise en scène Christian-Gérard, théâtre de la Potinière
- 1969 : Frédéric de Robert Lamoureux, mise en scène Pierre Mondy, théâtre des Ambassadeurs
- 1969 : Échec et Meurtre de Robert Lamoureux, mise en scène Jean Piat, théâtre des Ambassadeurs
- 1970 : Brouart et le désordre de Claude Aveline, mise en scène Jean Meyer, théâtre des Célestins
- 1970 : Voulez-vous jouer avec moâ ? de Marcel Achard, mise en scène Jacques Échantillon, théâtre La Bruyère
- 1970 : Cyrano de Bergerac d'Edmond Rostand, Théâtre des Célestins (Lyon) avec Jean Marais
- 1972 : Mais qu'est-ce qui fait courir les femmes, la nuit à Madrid ? de Daniel Ceccaldi, Festival du Marais
- 1972 : Le Plaisir conjugal d'Albert Husson, mise en scène Robert Manuel, théâtre de la Madeleine
- 1973 : Mais qu'est-ce qui fait courir les femmes, la nuit à Madrid ? de Daniel Ceccaldi, théâtre de l'Athénée
- 1974 : Le Médecin malgré lui de Molière, mise en scène Jean-Louis Thamin, théâtre de l'Atelier
- 1974 : Et à la fin était le bang de René de Obaldia, mise en scène Pierre Franck, théâtre de l'Atelier
- 1975 : En r'venant de l'expo de Jean-Claude Grumberg, mise en scène Jean-Pierre Vincent, Théâtre de l'Odéon
- 1975 : L'Éventail de Carlo Goldoni, mise en scène Daniel Ceccaldi, Festival du Marais
- 1975 : La Grosse de Charles Laurence, mise en scène Jean Le Poulain, théâtre des Bouffes-Parisiens
- 1980 : Silence... on aime de Michel Lengliney, mise en scène Maurice Risch, théâtre des Bouffes-Parisiens
- 1981 : Mademoiselle de Jacques Deval, mise en scène Jean Meyer, Théâtre des Célestins, théâtre de la Michodière
- 1982 : Vive les femmes ! de Jean-Marc Reiser, mise en scène Claude Confortès, théâtre de la Gaîté-Montparnasse
- 1983 : Vive les femmes ! de Jean-Marc Reiser, mise en scène Claude Confortès, théâtre Fontaine
- 1984 : Le Bluffeur de Marc Camoletti, mise en scène de l'auteur, théâtre des Variétés
- 1984 : Les Précieuses ridicules de Molière, mise en scène Jean Meyer, Lyon théâtre des Célestins
- 1985 : Topaze de Marcel Pagnol, mise en scène Jean Meyer, Lyon théâtre des Célestins
- 1987 : Y a-t-il un otage dans l'immeuble ? d'Alain Reynaud-Fourton, mise en scène Maurice Risch, théâtre Daunou
- 1988 : Pyjama pour six de Marc Camoletti mise en scène de l'auteur, théâtre Michel
- 1989 : La Bonne Adresse de Marc Camoletti, mise en scène de l'auteur, théâtre Michel
- 1990 : Lady Godiva de Jean Canolle, mise en scène de Jacqueline Boeuf, Lyon Théâtre tête d'or
- 1991 : Trois partout de Ray Cooney, adap Jean Poiret, mise en scène Pierre Mondy, tournée
- 1993 : Coup de foudre de et mise en scène Francis Joffo, tournée
- 1993 : Vent de folie de Bernard Granger, mise en scène Maurice Risch, théâtre d'Edgar
- 1994 : Le Bal des voleurs de Jean Anouilh, mise en scène Jean-Claude Brialy, Festival d'Anjou
- 1995 : L'Hôtel du libre échange de Georges Feydeau, mise en scène Franck de Lapersonne, théâtre de la Michodière
- 1995 : Le Portefeuille de Pierre Sauvil et Éric Assous, mise en scène Jean-Luc Moreau, tournée
- 1998 : Les Casseroles de Jean Galabru, mise en scène Michel Galabru, tournée
- 1999 : Coup double de Serge Penard, tournée
- 2000 : Espèces menacées de Ray Cooney, mise en scène Éric Civanyan, tournée
- 2000 : Le Bourgeois gentilhomme de Molière, Mise en scène Gérard Savoisien, tournée
- 2001 : Bon appétit, messieurs ! de Jean Galabru, mise en scène Olivier Macé et Jean-Pierre Dravel, théâtre Comédia
- 2003 : Quel cinéma ! de Francis Joffo, mise en scène de l'auteur, théâtre du Palais-Royal
- 2007 : Le Système Ribadier de Georges Feydeau, tournée
- 2008 : Ma femme s'appelle Maurice de Raffy Shart, mise en scène Jean-Luc Moreau, théâtre des Nouveautés
- 2008 : Les Bidochon de Christian Binet, mise en scène Jean-Luc Borras, théâtre des Mathurins
- 2009 : Drôles de parents de Daniel Wilder, mise en scène Maurice Risch, tournée
- 2012 : Ça reste en famille de Bernard Granger, mise en scène Maurice Risch, tournée, Le Palace
- 2013 : Coup de foudre de Francis Joffo, mise en scène de l'auteur, tournée
- 2015 : Ma femme est sortie de Jean Barbier, mise en scène Jean-Pierre Dravel et Olivier Macé, tournée puis théâtre Daunou
- 2016 - 2019 : Ma colocataire est une garce de Michel Delgado, tournée

### Metteur en scène
- 1979 : Un roi qu’a des malheurs de Remo Forlani, théâtre La Bruyère
- 1987 : Y a-t-il un otage dans l'immeuble ? d'Alain Reynaud-Fourton, théâtre Daunou
- 1980 : Silence... on aime de Michel Lengliney, théâtre des Bouffes-Parisiens
- 1993 : Vent de folie
- 1998 : Le Médecin malgré lui de Molière
- 2002 : Patate de Marcel Achard, théâtre des Nouveautés
- 2009 : Drôle de parents
- 2012 : Ça reste en famille

## Filmographie

### Cinéma
- 1966 : Le Grand Restaurant de Jacques Besnard : Julien, un serveur
- 1967 : Les Grandes Vacances de Jean Girault : Stéphane Michonnet
- 1970 : Le Pistonné de Claude Berri : Clochon
- 1972 : L'Œuf de Jean Herman : Gustave
- 1972 : Nous ne vieillirons pas ensemble de Maurice Pialat : Michel
- 1972 : Le Führer en folie de Philippe Clair : Toto
- 1972 : Tout le monde il est beau, tout le monde il est gentil de Jean Yanne : un rédacteur
- 1973 : Salut l'artiste de Yves Robert : le photographe
- 1975 : Opération Lady Marlène de Robert Lamoureux : le soldat du métro
- 1976 : L'Éducation amoureuse de Valentin de Jean L'Hôte : Louis
- 1976 : Le Trouble-fesses de Raoul Foulon : Ernesto Capoli
- 1976 : Les Naufragés de l'île de la Tortue de Jacques Rozier : Gros Nono
- 1977 : Un oursin dans la poche de Pascal Thomas : Benjamin
- 1978 : La Zizanie de Claude Zidi : l'imbécile
- 1979 : Le Gendarme et les Extraterrestres de Jean Girault : Beaupied
- 1980 : Le Dernier Métro de François Truffaut : Raymond Boursier
- 1980 : Le Coup du parapluie de Gérard Oury : le producteur de Paris
- 1980 : Les Fourberies de Scapin de Roger Coggio : Sylvestre
- 1981 : Signé Furax de Marc Simenon : l'ivrogne de l'Obélisque
- 1981 : Beau-père de Bertrand Blier : Nicolas
- 1981 : L'Ombre rouge de Jean-Louis Comolli : Marcel
- 1982 : Le Gendarme et les Gendarmettes de Jean Girault : Beaupied
- 1982 : Les P'tites Têtes de Bernard Menez : Henri
- 1983 : Mon curé chez les Thaïlandaises de Robert Thomas : le curé Maximin
- 1984 : Vive les femmes ! de Claude Confortès : Mammouth
- 1984 : La Smala de Jean-Loup Hubert : Gégène
- 1984 : Retenez-moi... ou je fais un malheur ! de Michel Gérard : Farett
- 1985 : Gros Dégueulasse de Bruno Zincone : Gros dégueulasse
- 1986 : Les Clowns de Dieu de Jean Schmidt : Mac Goy
- 1986 : Paulette, la pauvre petite milliardaire de Claude Confortès : le chef du personnel
- 1986 : Justice de flic de Michel Gérard : Bernadac
- 1994 : La Cité de la peur d'Alain Berbérian : le journaliste cinématographique
- 2001 : Mercredi, folle journée ! de Pascal Thomas : Grogneau
- 2005 : Mon petit doigt m'a dit de Pascal Thomas : M. Coupelay
- 2006 : Le Grand Appartement de Pascal Thomas : Ravambuse

### Télévision
- 1970 : Les Six Jours de Arlen Papazian : le déménageur
- 1971 : La Dame de Monsoreau de Yannick Andréi
- 1973 : La Porteuse de pain de Marcel Camus
- 1974 : Gil Blas de Santillane de Jean-Roger Cadet : le moine
- 1977 : Recherche dans l'intérêt des familles, épisode Le PDG de Philippe Arnal
- 1978 : L'Équipage de André Michel : Marbot
- 1978 : Le Retour de Jean de Robert Guez
- 1980 : Les Incorrigibles de Abder Isker : Bruno
- 1981 : Nana de Maurice Cazeneuve : l'animateur du bal
- 1982 : Médecins de nuit d'Emmanuel Fonlladosa, épisode : La Dernière Nuit (série télévisée) : M. Martinez
- 1987 : Capitaine James Cook de Lawrence Gordon Clark : Monkhouse
- 1987 : Les Enquêtes du commissaire Maigret, épisode : Les Caves du Majestic tiré du roman de Simenon et réalisé par Maurice Frydland
- 1989 : Douce France de Don Kent : Maurice Laigle
- 1990 : La Bonne Adresse de Georges Folgoas : Bernard
- 1991 : Appelez-moi Tonton de Dominique Baron : M. Anselme
- 1992 : Tout ou presque de Claude Vital
- 1995 : Une femme dans la tempête de Bertrand Van Effenterre : Ernest Belon
- 1995 : Cluedo (jeu télévisé) : L'inspecteur
- 1997 : Une soupe aux herbes sauvages d'Alain Bonnot : Vaucheux
- 2000 : Les Jours heureux de Luc Béraud : Robert
- 2002 : Marc Eliot (1 épisode)
- 2005 : L'Évangile selon Aîmé de André Chandelle : Albert
- 2008 : Petites vacances à Knokke-le-Zoute de Yves Matthey : Génécand
- 2014 : No Limit (Saison 3, épisode 8) : Michel

#### Au théâtre ce soir
- 1966 : L'Amour toujours l'amour de Jacques Vilfrid et Jean Girault, mise en scène Pierre Mondy, réalisation Pierre Sabbagh, théâtre Marigny
- 1970 : Frédéric de Robert Lamoureux, mise en scène Pierre Mondy, réalisation Pierre Sabbagh, théâtre Marigny
- 1971 : Zoé de Jean Marsan, mise en scène de l'auteur, réalisation Pierre Sabbagh, théâtre Marigny
- 1971 : Voulez-vous jouer avec moâ ? de Marcel Achard, mise en scène Jacques Échantillon, réalisation Pierre Sabbagh, théâtre Marigny
- 1972 : Lysistrata d'Albert Husson d'après Lysistrata d'Aristophane, mise en scène Robert Manuel, réalisation Georges Folgoas, théâtre Marigny
- 1978 : Le Misanthrope et l'Auvergnat d'Eugène Labiche et Marc Michel, mise en scène Jean Le Poulain, réalisation Pierre Sabbagh, théâtre Marigny
- 1979 : Mon crime de Louis Verneuil et Georges Berr, mise en scène Robert Manuel, réalisation Pierre Sabbagh, théâtre Marigny
- 1980 : Silence on aime de Michel Lengliney, mise en scène Maurice Risch, réalisation Pierre Sabbagh, théâtre Marigny
- 1981 : Mademoiselle de Jacques Deval, mise en scène Jean Meyer, réalisation Pierre Sabbagh, théâtre Marigny

## Doublage

### Cinéma

#### Films
- 1980 : Popeye : Castor Oyl (Donovan Scott)
- 1984 : Il était une fois en Amérique : 'Fat' Moe Gelly (Larry Rapp) (1er doublage)
- 1984 : Amadeus : le valet de Salieri (Vincent Schiavelli) (1er doublage)
- 1984 : Splash : Freddie Bauer (John Candy)
- 1985 : Peur bleue : Milt Sturmfuller (James A. Baffico)
- 1987 : Un couple à la mer : Billy Pratt (Michael Hagerty)
- 1991 : La Vie, l'Amour, les Vaches : Ira Shalowitz (David Paymer)
- 1994 : Le Silence des jambons : Insp. Pete Putrid (Stuart Pankin)
- 1997 : La vie est belle : Ispettore Pubblica Istruzione (Franco Mescolini)

#### Films d'animation
- 1986 : Astérix chez les Bretons : Chateaupétrus

### Télévision

#### Séries d'animation
- 1991 : Capitaine Planète : Skuum, MAL
- 1993 : Gargantua : quelques voix additionnelles masculines

## Publicité
- 1980 : Fly-tox Insecticide

## Anecdotes
Souvent confondu avec Jacques Villeret dans les années 1970 en raison de leur ressemblance, il interprètera son frère dans le film Les Naufragés de l'île de la Tortue.
Il est pour certains affublé du sobriquet de Jacques Villeret du pauvre.
Patrick Préjean et lui sont les derniers acteurs encore en vie à avoir incarné un des gendarmes de Saint-Tropez.